# エリック・ジェイコブセン
エリック・ジェイコブセン（Eric Jacobsen、1963年11月16日 - ）は、アメリカ合衆国出身のミュージシャン、作曲家。コロラド州立大学日本語学科卒業。

## 来歴
アメリカ合衆国マサチューセッツ州ウィリアムズタウンで育つ。山梨県立日川高等学校に交換留学生として1年間在籍。その後コロラド州立大学で日本語学と日本文学を専攻。
アメリカ在住時は人前で歌う自信がなかったが、日本に来てから自身の寂しい気持ちや理解されない孤独感を英語の歌にするようになる。作った歌を英語がわかる交換留学生の会合で歌ったところ、「エリック、ありがとう！私たちの気持ちを歌にしてくれて」と言われたとのこと。ジェイコブセンはこれを「自分の音楽の出発点」としている。
1998年より19年にわたってNHK教育テレビの番組『えいごであそぼ』に出演。

## 出演

### 映画
- CUTIE HONEY -TEARS-（2016年）

### テレビ
- えいごであそぼ（登場当時は「英語であそぼ」）（NHK教育、2001年度 - 2016年度）
1998年度 - 2000年度はペッパー役の声優として出演。
後継番組『えいごであそぼ with Orton』2017年度に11月の歌「A FRIEND LIKE YOU」の作詞・作曲・歌唱を担当。
- BSななみDEどーも - 不定期ゲスト

### 映像作品
- 英語だいすき！Jr - モーフィー役
- えいごでペララ♪（1999年4月4日） - マフィンマン役

## 作品

### アルバム
- エリックのたのしいえいごのうた（2007年7月25日）
- Eric & the E-Jam Band（2008年5月4日）
- Eric's Dance Pants（2015年5月26日）

### その他の作品
- NHK 英語であそぼ〜Hi! Eric! ハーイ! エリックさん!〜（2002年4月24日）
- Enjoy English! With Eric&Kids 〜9歳からじゃおそい! 音楽であそぼう! えいごのうた〜（2017年11月8日）
- Sing in English! With Eric&Kidss 〜9歳からじゃおそい! 音楽であそぼう! えいごのうた〜（2018年2月7日）
- 給食えいご Lunch in English 〜給食時間の校内放送で英語になじもう〜（2018年）[5]

### 書籍
- エリックと英語でうたおう！（アルク、2003年8月1日）ISBN 4-7574-0728-9